# Quarup

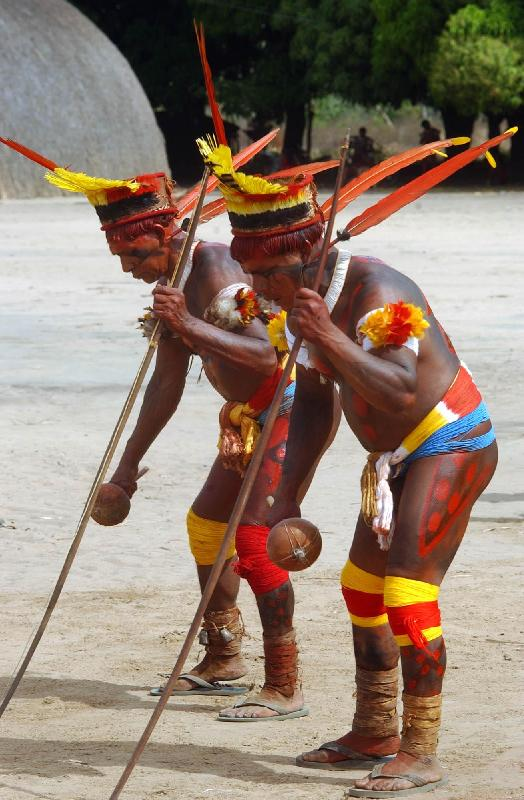
Hedendaagse Quarupceremonie

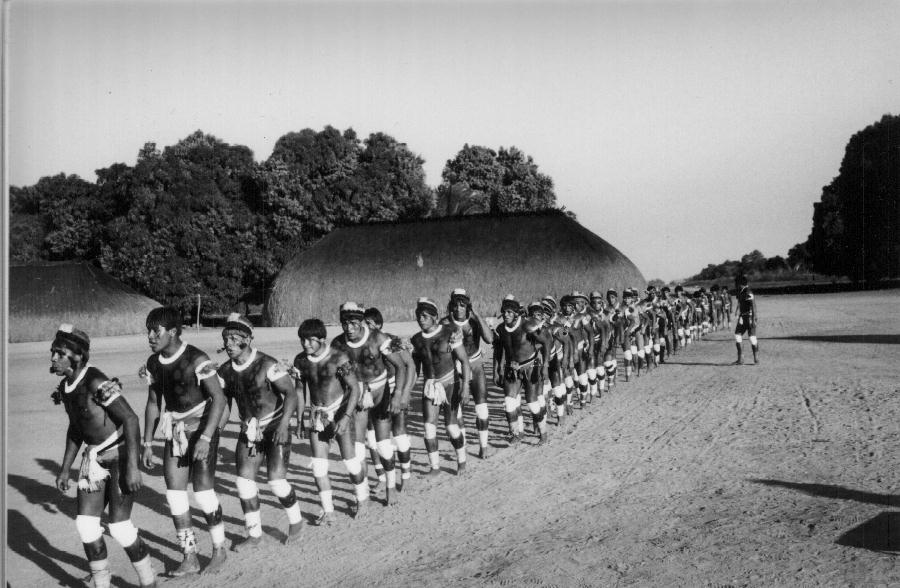
Traditionele dans tijdens de Quarup

De Quarup (of Kuarup) is in het Parque Indígena do Xingu het belangrijkste begrafenisritueel van de Xingu zoals de Aweti, Kamaiurá, Mehinako en de Yawalapiti in het noorden van de deelstaat Mato Grosso, Brazilië. 
Het is een bijeenkomst van alle naburige stammen om leven, dood en wedergeboorte te vieren. Een van de centrale gebeurtenissen is de presentatie van alle jonge meisjes die sinds de laatste kuarup hun menarche hebben ervaren en waarvan de tijd is gekomen om een partner te kiezen. De jonge vrouwen beschilderen hun lichaam, tooien zich met veel ornamenten en dansen. 
Traditioneel worden er ook huka-huka (traditionele worstelwedstrijden) gehouden.